# クーロン語
クーロン語（クーロンご）は、オーストロネシア語族台湾諸語に属する言語である。漢字で亀崙語と表記される。台湾のクーロン族により話されていた。かつては台湾の桃園市と新北市に話者が分布していた。